# 6-ホスホ-β-グルコシダーゼ
6-ホスホ-β-グルコシダーゼ(6-phospho-beta-glucosidase、EC 3.2.1.86)は、以下の化学反応を触媒する酵素である。
6-ホスホ-β-D-グルコシル-(1,4)-D-グルコース + H2O {\displaystyle \rightleftharpoons } D-グルコース + D-グルコース-6-リン酸
従って、この酵素の基質は6-ホスホ-β-D-グルコシル-(1,4)-D-グルコースと水の2つ、生成物はD-グルコースとD-グルコース-6-リン酸である。
この酵素は加水分解酵素、特にO-及びS-グリコシル化合物を加水分解するグリコシダーゼに分類される。系統名は、6-ホスホ-β-D-グルコシル-(1,4)-D-グルコース グルコヒドロラーゼ(6-phospho-beta-D-glucosyl-(1,4)-D-glucose glucohydrolase)である。ホスホセロビアーゼ(phosphocellobiase)等とも呼ばれる。この酵素は、解糖系/糖新生に関与している。

## 構造
2007年末時点で、1つの構造だけが解明されている。蛋白質構造データバンクのコードは、1S6Yである。